# نظرية التعزيز
نظرية التعزيز (بالإنجليزية: reinforcement theory) هي مبدأ مهم في مجال السلوك التنظيمي، وتنص على أن سلوك الفرد يتشكل من خلال عواقب السلوك. وبناءً على ذلك، توفر النظرية إطارًا لنظرية التعزيز المتماسك، والذي يتكون من أربعة جوانب للتكييف الفعال: التعزيز الإيجابي، والتعزيز السلبي، والعقاب، والانقراض. نظرية التعزيز هي نموذج إعلامي محدود التأثيرات قابل للتطبيق في مجال الاتصالات. تنص النظرية عمومًا على أن الأشخاص يبحثون ويتذكرون المعلومات التي توفر الدعم المعرفي لمواقفهم ومعتقداتهم الموجودة مسبقًا. الافتراض الرئيسي الذي يوجه هذه النظرية هو أن الناس لا يحبون أن يكونوا مخطئين وغالباً ما يشعرون بعدم الارتياح عندما يتم تحدي معتقداتهم.
بالإضافة إلى ذلك، تركز هذه النظرية على العلاقة بين السلوك والنتيجة. ويمكن أيضًا الإشارة إلى هذه النظرية في الإدارة باسم التكييف الفعال أو قانون التأثير. بكل بساطة، تشير هذه النظرية إلى أن السلوك سيستمر بمستوى معين من التكرار بناءً على نتائج ممتعة أو غير سارة.

## سياسة
توفر السياسة بيئة ممتازة لدراسة نظرية التعزيز. تشير إحصائيات الناخبين المترددين إلى أن معظم الناس لديهم معتقدات موجودة مسبقًا عندما يتعلق الأمر بالسياسة. عدد قليل نسبيا من الناس ما زالوا مترددين في وقت متأخر من الانتخابات رفيعة المستوى. على سبيل المثال، قبل حوالي شهر من الانتخابات الرئاسية الأمريكية عام 2008، ادعى أقل من خمس الناخبين المحتملين أنهم لم يقرروا بعد. إن الكثير من الإعلانات السياسية تستهدف هؤلاء الأفراد ليس فقط بسبب أهميتهم في النتيجة الإجمالية، ولكن أيضًا لأنهم الأكثر عرضة للإقناع السياسي.
يمكن العثور على جزء من السبب وراء كون الناخبين المترددين أهدافًا متكررة للرسائل في نظرية التعزيز. تتنبأ نظرية التعزيز بأن الأشخاص الذين لديهم آراء متطورة بالفعل سوف يحضرون بشكل انتقائي ويدمجون معرفيًا المعلومات التي تدعم وجهات نظرهم الخاصة. نظرية التعزيز لديها ثلاث آليات أساسية وراءها: التعرض الانتقائي، والإدراك الانتقائي، والاحتفاظ الانتقائي.

## التعرض الانتقائي
يمكن وضع الأساس الأساسي لافتراض التعرض الانتقائي ضمن نظرية التنافر المعرفي، على الرغم من أن العمل المعاصر يعتمد على العديد من النظريات. في الأساس، تنص هذه النظرية على أن الناس لا يحبون أن يتم تحدي معتقداتهم السابقة. عندما يواجه الأفراد معلومات تتعارض مع آرائهم الخاصة، فإنهم يسعون إلى حل التنافر الناتج بطريقة أو بأخرى. الناس بشكل عام لا يحبون أن يكونوا مخطئين. يتم أحيانًا تفسير التغيير أو التحول في الموقف على أنه اعتراف بأن الاعتقاد الأصلي كان غير دقيق أو غير كافٍ. لتجنب تحدي آرائهم، تشير الأبحاث إلى أن الناس يميلون ببساطة إلى تجنب المعلومات التي قد تكون متناقضة بطبيعتها. يمكن أيضًا العثور على دعم لهذا الاتجاه لتجنب الرسائل المتنافرة في نظرية إدارة الحالة المزاجية. في الأساس، تنص هذه النظرية على أن الناس يعرضون أنفسهم للمحفزات الممتعة ويتجنبون المحفزات التي قد تؤدي إلى رد فعل سلبي.
تركز ظاهرة التعرض الانتقائي على كيفية تمكن الأشخاص من تجنب المعلومات غير المتطابقة ومواجهة المعلومات التي تدعم الاستعدادات في المقام الأول. من الواضح أن معظمهم غير قادرين على تجنب جميع المعلومات التي قد تكون صعبة بشكل كامل. في هذه الحالات، قد يرفض مستلمو الرسائل تمامًا الرسائل المتنافرة. وأسباب الرفض متنوعة ومتعددة. على سبيل المثال، قد يبرر الشخص رفض الرسالة من خلال مهاجمة مصداقية المصدر.
إن موضوعًا عاطفيًا ومتضمنًا مثل التفضيل السياسي يخضع بشكل خاص لظاهرة التعرض الانتقائية. في الواقع، إن التعرض الانتقائي في وقت مبكر هو حلقة وصل ضرورية في نظريتهم القائلة بأن الحملات الانتخابية تعزز وتنشط في المقام الأول المفاهيم السياسية الموجودة مسبقًا. إن العدد المتزايد باستمرار من خيارات الوسائط يسهل أيضًا قدرة الجمهور على تعريض أنفسهم بشكل انتقائي للرسائل الإعلامية المطلوبة. لقد وضع انفجار الإنترنت الفرد في مقعد السائق فيما يتعلق بنوع المعلومات التي سيواجهها. إن اختيار المعلومات و"التعرض لها أصبح أكثر تخصصًا وفردية" في عصر شبكة الويب العالمية. علاوة على ذلك، تستمر خيارات قنوات الكابل في التكاثر مع وضع جماهير مستهدفة محددة ومتخصصة في الاعتبار. يشعر بعض الباحثين بالقلق من أن هذا المستوى المتزايد من التجزئة يجعل من الممكن للناس تجنب وجهات النظر ووجهات النظر المتنوعة بشكل فعال. إذا قصر شخص ما حصوله على المعلومات على ما يتوافق فقط مع وجهة نظر شخصية، فمن المؤكد أنه لن يساهم في تكوين جمهور ناخب مطلع بشكل كامل.

## الإدراك الانتقائي
ليس من الممكن تجنب كافة الرسائل المتعارضة بشكل كامل. عند حدوث التعرض لرسالة متنافرة، غالبًا ما تتبع ذلك ظاهرة الإدراك الانتقائي. وتعني هذه العملية ببساطة أن الناس يشوهون تصوراتهم لتتوافق مع ما يرغبون فيه. الإدراك هو أمر شخصي ويعتمد على عدة عوامل؛ أحد العوامل، على سبيل المثال، هو نوع الوسائط. تشير الأبحاث السابقة إلى أن الأشخاص الذين يعالجون الأخبار التلفزيونية بنشاط يميلون إلى الانخراط في تفسيرات أكثر فردية لحدث ما مقارنة بأولئك المعالجين النشطين للصحف. ومع ذلك، فإن الإدراك الانتقائي الذي تمت مناقشته هنا يتم من أجل تقليل التنافر مع المعتقدات السابقة. تستخدم العديد من نظريات الاتصال افتراض الإدراك المنحرف كأساس لها (أي ظاهرة وسائل الإعلام المعادية، وتأثير الشخص الثالث).
في المجال السياسي، غالبًا ما يحدث التصور الانتقائي عندما يُعرض على الناخبين موقف مرشح لا يوافقون عليه ولكنهم يدعمون المرشح. إن "الناخبين الذين يفضلون مرشحًا معينًا يدركون بشكل انتقائي موقف ذلك المرشح بشأن قضية ما بطريقة تجعله متسقًا مع موقفهم". هناك ثلاثة أسباب رئيسية لحدوث الخلاف الأولي. أولاً، قد يشترك المرشح والناخب في الانتماء الحزبي السياسي، ولكن قد لا يتفقان على جميع القضايا. ثانياً، قد لا يكون الناخب على علم بالموقف الفعلي للمرشح. ثالثًا، قد يكون هناك ضغط اجتماعي لاتخاذ موقف معين بشأن قضية ما، مما يجعل الناخب غير متوافق مع مرشحه المفضل. لا يرتبط الإدراك الانتقائي فقط بالناخبين والمرشح الذي ينتمون إليه. يظهر التصور الانتقائي أيضًا عندما يهاجم شخص ما خصمًا سياسيًا من خلال التركيز على قضية معينة لا يتفق معها. وسوف يتجاهل الناخبون أي مواقف مشتركة بشأن القضايا مع المعارضة، وبالتالي يحرقون الخصم على فكرة رئيسية واحدة.
هناك ثلاثة إجراءات محتملة قد يتخذها الناخب لتقليل التنافر في هذه الحالة. أولاً، قد يتعرف الناخب على موقف المرشح بشأن هذه القضية ثم يغير رأيه في المرشح أو يغير موقفه بشأن القضية المعنية لجعله في صف واحد. ثانياً، قد يظل الناخب يختار عدم الاتفاق مع موقف المرشح المفضل، وبدلاً من ذلك سيقلل من الأهمية الشخصية للقضية. وأخيرًا، قد ينخرط الناخب في تصور انتقائي ويخطئ في فهم موقف المرشح ليتوافق بشكل أفضل مع موقف الناخب أكثر مما هو عليه في الواقع. وهذا لا يتطلب أي تغيير في الموقف سواء من المرشح أو من جانب الناخب. إن الخيار الثالث يحدث بأكبر قدر من التكرار: فقد وجد أن الناخبين في أغلب الأحيان يسيئون فهم موقف المرشح بشأن قضية ما بشكل انتقائي بدلاً من تغيير وجهة نظرهم أو نقل القضية إلى حالة أقل أهمية.

## الاحتفاظ الانتقائي
الآلية النهائية وراء نظرية التعزيز تتعلق بالاحتفاظ والتذكر الانتقائي. تحدث هذه الظاهرة عندما "يتذكر الناس فقط تلك العناصر التي تتوافق مع ميولهم". تؤثر السهولة التي يستطيع بها الشخص تذكر المعلومات على مستوى وشدة الحكم المتعلق بالموضوع. على سبيل المثال، الأشخاص الذين يمكنهم بسهولة تذكر مثال متعلق بالرسالة هم أكثر عرضة لإصدار حكم مكثف حولها.
بشكل عام، لا يتمكن معظم الأشخاص من تذكر معلومات الأحداث الحالية المقدمة في الأخبار بدقة. إن حوالي 5% فقط من مشاهدي الأخبار التلفزيونية يمكنهم أن يتذكروا بدقة تفاصيل ما رأوه بعد وقت قصير من نشرة الأخبار. تؤثر عوامل الجمهور مثل التعليم والحالة الاجتماعية والاقتصادية أيضًا على القدرة على التذكر. على الرغم من أن المتغيرات الإضافية مثل عرض الأخبار وشكلها تؤثر على الاحتفاظ بالمعلومات، إلا أن الأشخاص بشكل عام يمكنهم تذكر الرسائل التي تتوافق مع مواقفهم ومعتقداتهم بشكل أفضل. إن المعلومات السياسية على وجه الخصوص يتم الاحتفاظ بها واستدعائها بسهولة أكبر عندما تدعم المعتقدات والآراء السياسية الموجودة مسبقًا. إن المعلومات التي تهدد مثل هذه المعتقدات يسهل نسيانها أو فقدانها. وتمتد هذه الظاهرة أيضًا إلى الإعلانات السياسية. وجدت الأبحاث السابقة أن مؤيدي المرشح يمكن أن يتذكروا إعلانه السياسي بسهولة أكبر من إعلان الخصم.